# Todirostrum viridanum
El titirijí de Maracaibo (Todirostrum viridanum) es una especie de ave paseriforme de la familia Tyrannidae perteneciente al género Todirostrum. Es endémico de Venezuela.

## Distribución y hábitat
Se encuentra en el litoral caribeño del noroeste de Venezuela, en los estados de Zulia y Falcón, incluyendo la península de Paraguaná.
Esta especie es considerada bastante común en su hábitat natural: los bosques y enmarañados áridos y semiáridos (generalmente con Acacia, Cercidium, Opuntia y cardones) por debajo de los 200 m de altitud.

## Sistemática

### Descripción original
La especie T. viridanum fue descrita por primera vez por el ornitólogo austríaco Carl Eduard Hellmayr en 1927 bajo el mismo nombre científico; su localidad tipo es: «Río Aurare, 12 millas (c. 19 km) sureste de Altagracia, costa oeste del Lago Maracaibo, Zulia, Venezuela»; el holotipo, un macho adulto, recolectado el 19 de enero de 1911, se encuentra depositado en el Museo Field de Historia Natural en Chicago, bajo el número  FMNH 43456.

### Etimología
El nombre genérico neutro «Todirostrum» es una combinación del género Todus y de la palabra del latín «rostrum» que significa ‘pico’; y el nombre de la especie «viridanum» proviene del latín «viridans»  que significa ‘verde’.

### Taxonomía
Esta especie ya fue considerada conespecífica con el ampliamente diseminado titirijí común (Todirostrum cinereum). Es monotípica.